# 斗山浮月洋楼
浮月洋楼，位于中国广东省江门市台山市斗山镇墩头村浮月自然村，为台山市的一个省级文物保护单位，类型为近现代重要史迹及代表性建筑，公布时间为2008年11月。
浮月洋楼的历史年代为民国。